# Robert Peel
Robert Peel (Bury, 5 februari 1788 – 2 juli 1850) was de premier van het Verenigd Koninkrijk van december 1834 tot april 1835, en daarna opnieuw van juni 1841 tot 29 juni 1846.

## Levensloop

### Begin van zijn politieke loopbaan

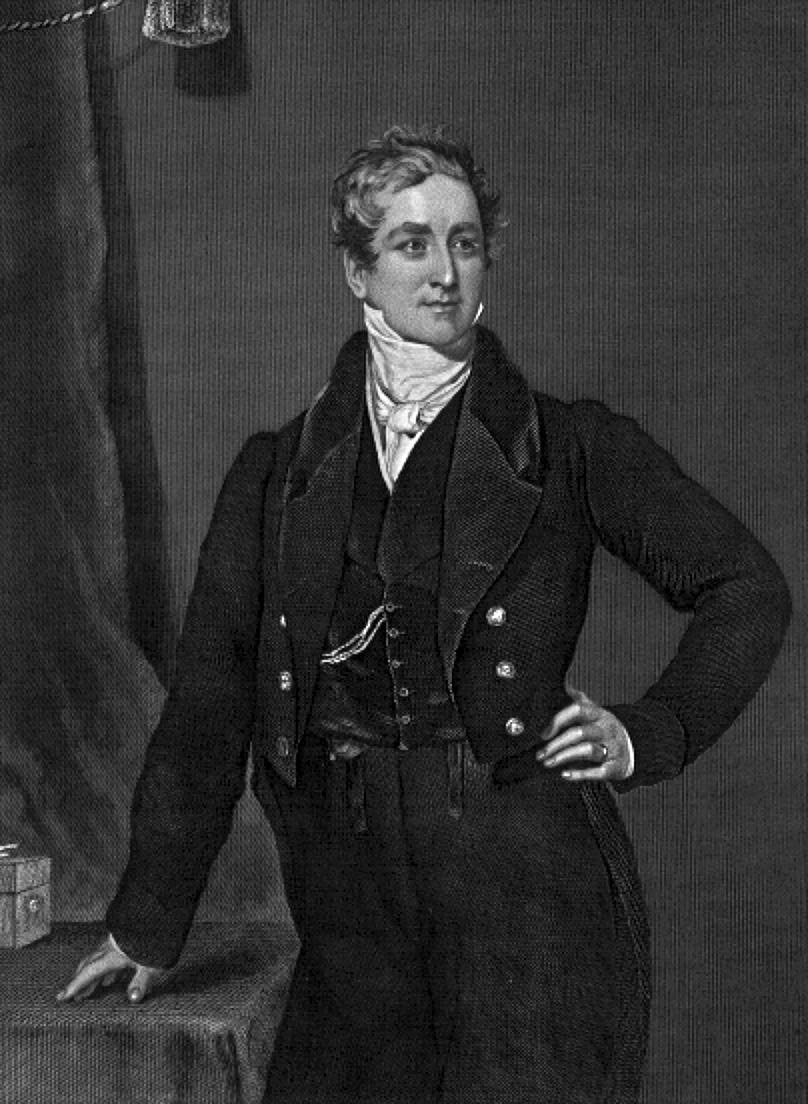
De jonge Robert Peel.

Zijn vader was Robert Peel senior, een industrieel en lid van het House of Commons. Peel studeerde aan Christ Church van de Universiteit van Oxford en ging daarna rechten studeren aan Lincoln's Inn.
In 1809 werd hij voor het Ierse gewest Cashel City in Tipperary verkozen in het House of Commons, waar hij zetelde tot aan zijn dood. Met maar 24 stemgerechtigden in het gebied werd hij zonder tegenstand gekozen. Zijn sponsor voor de verkiezingen was (naast zijn vader) Arthur Wellesley, die later hertog van Wellington werd. Peels politieke carrière liep tot in 1846 sterk samen met die van Wellesley.
In het parlement hield hij opvallende toespraken en men voorzag een grote politieke carrière voor hem. In 1812 werd hij door premier Liverpool benoemd tot hoofdsecretaris van Ierland, een functie die hij behield tot in 1818. In deze functie creëerde hij een gespecialiseerde politie-eenheid, de zogenaamde "peelers".

### Minister van Binnenlandse Zaken

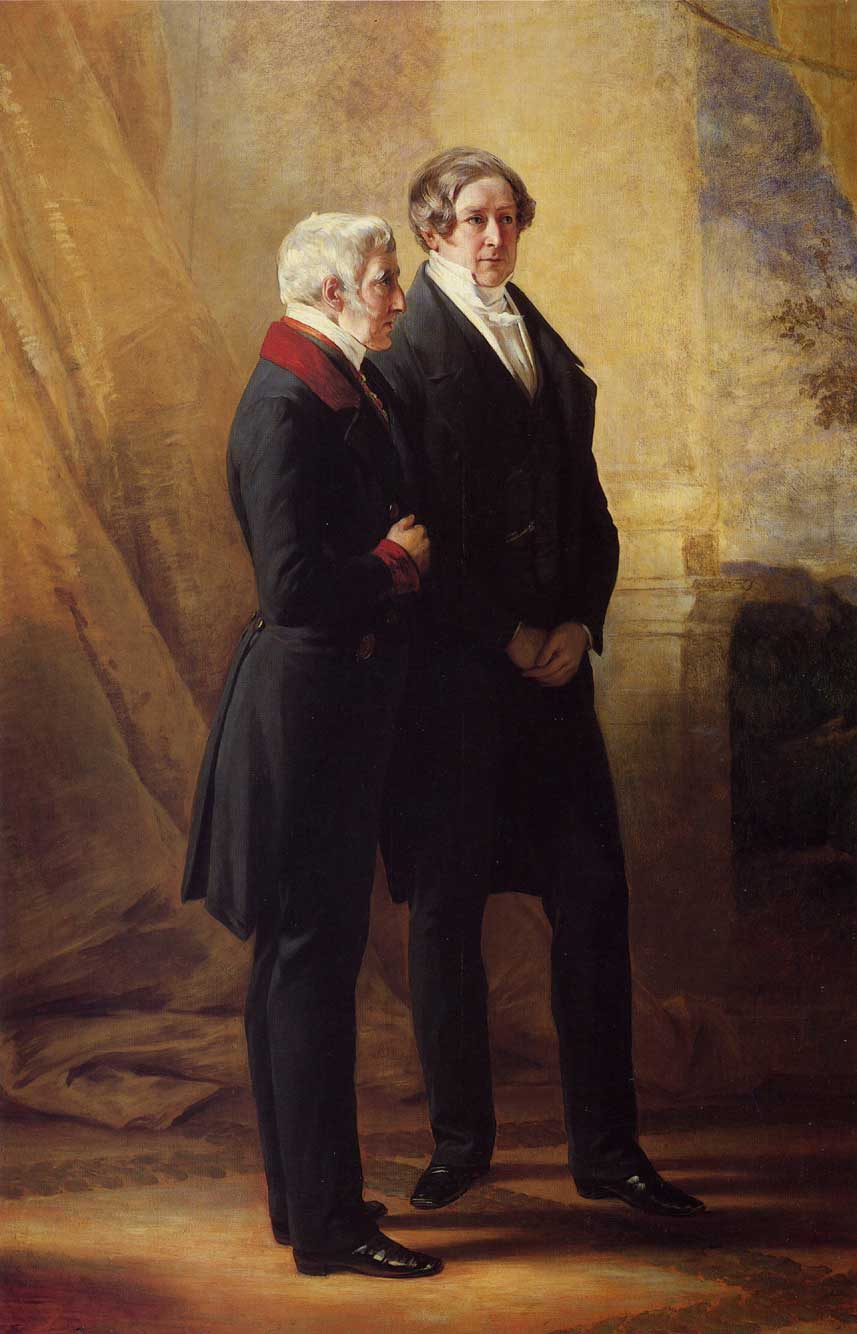
Wellington en Peel in overleg, 1844. Tot 1846 liepen hun politieke loopbanen sterk samen.

In 1822 werd Peel benoemd tot minister van Binnenlandse Zaken en bleef dit tot in 1827, toen George Canning Liverpool opvolgde als premier. Van 1828 tot 1830 oefende hij deze functie opnieuw uit in de regering onder leiding van Wellington, een levenslange medestander van Peel. Onder Wellington werd hij de tweede man in de Torypartij.
Hij voerde een aantal belangrijke veranderingen door in het Britse rechtssysteem. Het streven naar meer rechten voor de katholieken in Engeland kreeg in deze tijd onder de bevolking steeds grotere aanhang, resulterend in de zogenaamde Catholic Relief Act (1829). Deze wet veroorzaakte in 1830 de val van de regering-Wellington.
Het was in deze tijd dat hij de organisatie van de stedelijke politie van Londen, Metropolitan Police (met als thuisbasis Scotland Yard), onder handen nam. Hierdoor is hij nog steeds bekend, de onofficiële term voor een politieagent in Groot-Brittannië (vooral in Londen) is een bobby, het koosnaampje voor Robert. De oudere term hiervoor, peelers, is ook van zijn naam afgeleid. En hoewel zijn reorganisatie niet populair was, bleek hij erg succesvol in het terugbrengen van delicten in Londen, en in 1835 kregen alle steden in het Verenigd Koninkrijk richtlijnen voor het opzetten van hun eigen politiekorps.

### Premierschap
In 1830 kwamen de liberale Whigs aan de macht, en de jaren erop brachten veel veranderingen. Toen de regering onder leiding van Charles Grey en Lord Melbourne in 1834 viel, nodigde koning Willem IV, de Tories weer uit om een kabinet samen te stellen. Peel werd de premier van deze regering en was tegelijkertijd minister van Financiën.
Dit nieuwe kabinet was een minderheidsregering, en had de steun nodig van de Whigs voor hun bestaansrecht. Als zijn intentieverklaring gaf Peel in 1835 het Tamworth manifesto uit, en dit wordt gezien als het document waarop de Tories de Conservatieve Partij werden. In het document wordt aangegeven dat de conservatieven enige hervorming zouden ondersteunen, maar de Whigs vormden een alliantie die het kabinet op verschillende manieren tegenwerkte. Uiteindelijk trad het kabinet-Peel in april 1835 af uit pure frustratie, en de Whigs kwamen opnieuw aan de macht met Lord Melbourne aan het stuur.
Peel kreeg in mei 1839 opnieuw de kans om een kabinet samen te stellen, dit keer van de nieuwe monarch, koningin Victoria. Maar ook dit zou een minderheidsregering worden, en Victoria had veel contact met de Whigs, en had hen op hoge plaatsen in haar huishouden benoemd. Zij weigerde, ook na aandringen van de hertog van Wellington, sommigen van hen te vervangen door hun conservatieve collega's zoals Peel had gevraagd. Dit mondde uit in de zogenaamde Bedchamber Crisis. Hierdoor besloot Peel om geen premier te worden en Lord Melbourne bleef aan als premier.
Peel kreeg uiteindelijk de kans om een meerderheidskabinet samen te stellen na de verkiezingen van juli 1841. Zijn belofte voor "enige" hervormingen hield hij, en bracht zijn tweede belangrijke document uit, de Factory Acts. Hierin zette hij een limiet op het aantal uren dat kinderen en vrouwen in een fabriek konden werken, en bepaalde een soort basis veiligheidsstandaard voor machines. Dit was een voortzetting van zijn vaders werk als parlementslid. Peel sr. was bekend door zijn hervormingen van de werkomgeving gedurende de eerste helft van de 19e eeuw.
Tijdens de Grote Hongersnood in Ierland had Peel in eerste instantie niet door hoe groot het probleem was. Maar toen de omvang duidelijk werd, trok hij de Graanwetten (Corn Laws) in en ging tégen de landeigenaren in. Deze wet ondersteunde landbouwinkomsten door graanimport te limiteren. Door deze wet in te trekken, ging hij radicaal in tegen het Tory-protectionisme. Hij hoopte meer eten vrij te maken voor de Ierse bevolking. Hoewel hij wist dat dit het einde kon betekenen van zijn kabinet besloot hij uit humanitaire redenen dit te doen. Zijn eigen partij ondersteunde deze beslissing niet, maar de motie werd goedgekeurd met de steun van de Whig partij. De daaropvolgende motie werd direct afgewezen en Peel trad in 1846 af als premier. De intrekking van de wet heeft weinig gedaan voor het Ierse volk.

### Na zijn premierschappen
Peel behield een harde kern supporters die bekendstonden als Peelites en die zich van de Conservatieve Partij afsplitsten. Daarna werd hij benaderd om minister in een coalitie van Whigs en radicalen te worden. Hij stond echter op zijn conservatieve principes en weigerde. Toch bleef hij invloedrijk op verschillende belangrijke punten, waaronder de vooruitgang van de Britse vrije handel met de intrekking van de Navigation Acts.
Peel werd van zijn paard gegooid terwijl hij Constitution Hill in Londen opreed op 29 juni 1850, het paard viel bovenop hem. Peel stierf drie dagen later op 62-jarige leeftijd aan zijn verwondingen. Zijn Peelite opvolgers, onder leiding van de George Hamilton-Gordon en William Gladstone, richtten daarna samen met de Whigs de Britse Liberale Partij op.
- Bibsys: 90843596
- Biblioteca Nacional de España: XX1063792
- Bibliothèque nationale de France: cb119593288 (data)
- Catàleg d'autoritats de noms i títols de Catalunya: 981058530482706706
- Gemeinsame Normdatei: 118790129
- International Standard Name Identifier: 0000 0001 2027 3696
- Library of Congress Control Number: n50008764
- Nationale Bibliotheek van Tsjechië: vse20241225529
- Nationale bibliotheek van Australië: 36087708
- Nationale Bibliotheek van Israël: 987007300824505171
- Nationale Bibliotheek van Polen: a0000001841586
- Nederlandse Thesaurus van Auteursnamen: 069435804
- Réseau des bibliothèques de Suisse occidentale: 02-A012698124
- RKD-Nederlands Instituut voor Kunstgeschiedenis: 486199
- Istituto Centrale per il Catalogo Unico: SBLV068225
- SNAC: w60p0xbc
- Système universitaire de documentation: 027584828
- Trove: 1209951
- Union List of Artist Names: 500323810
- Virtual International Authority File: 64803600
- WorldCat: E39PBJmpdTV7VMwTWx9wp3kxDq

Walpole · 
Compton · 
Pelham · 
Pelham-Holles · 
Cavendish · 
Stuart · 
G. Grenville · 
Charles Watson-Wentworth · 
Pitt de Oudere · 
FitzRoy · 
North · 
Petty · 
Cavendish-Bentinck · 
Pitt de Jongere · 
Addington · 
W.W. Grenville · 
Perceval · 
Jenkinson · 
Canning · 
Robinson · 
Wellesley · 
Grey · 
Lamb · 
Peel · 
Russell · 
Smith-Stanley · 
Hamilton-Gordon · 
Temple · 
Disraeli · 
Gladstone · 
Gascoyne-Cecil · 
Primrose · 
Balfour · 
Campbell-Bannerman · 
Asquith · 
Lloyd George · 
Law · 
Baldwin · 
MacDonald · 
Chamberlain · 
Churchill · 
Attlee · 
Eden · 
Macmillan · 
Douglas-Home · 
Wilson · 
Heath · 
Callaghan · 
Thatcher · 
Major · 
Blair · 
Brown · 
Cameron · 
May · 
Johnson · 
Truss ·
Sunak ·
Starmer